# خیابان ۱۶۰۱۷
سیارک ۱۶۰۱۷ (به انگلیسی: 16017 Street، نامگذاری:1999CX65) شانزده هزار و هفدهمین سیارک کشف شده‌است که در ۱۲ فوریه ۱۹۹۹ کشف شد.
قدر مطلق سیارک برابر ۱۸٫۶ است.